# Фарманянц, Евгения Герасимовна
Евгения Герасимовна (Карапетовна) Фарманянц (3 сентября 1920 год, Бежецк — 9 сентября 2016 год, Москва) — советская артистка балета, педагог, характерная солистка Большого театра в 1938—1959 годах. Заслуженная артистка РСФСР (1968). Заслуженный деятель искусств России (2004).

## Биография
Родилась в городе Бежецке Тверской области. Начать обучение балету в семье было решено по настоянию отца. В 1928 году девочка успешно сдала вступительный экзамен и была принята в московскую балетную школу. В младших классах училась у Веры Мосоловой, выпускалась по классу Елизаветы Гердт.
В 1933 году состоялся смотр театральной молодежи, на котором ей была вручена первая премия.
После окончания учёбы была приняла в балетную труппу Большого театра. Исполняла характерный и демихарактерный репертуар. Её выступления на сцене начались со спектакля «Красный мак». Она танцевала один день в кордебалете, на другой день появлялась на сцене с сольной партией. Иногда в одном спектакле исполняла две партии, как это произошло в «Тщетной предосторожности»: там она танцевала партию Лизы и исполняла цыганский танец. Танцевала в театре до 1959 года.
Одновременно со сценической деятельностью с 1939 года, начиная с 19 лет, работала преподавателем в хореографическом училище. Первые выпускники у неё появились в мае 1941 года. В её классе учились такие танцовщики, как Валерий Логунов, Михаил Лавровский, Юрий Владимиров. Несмотря на наличие одарённых учеников, в классе были сложности с дисциплиной, к мальчикам было трудно найти подход. Молодой преподаватель не делала замечания и игнорировала некорректное поведение, и со временем на уроках установилась тишина и с учениками возникло взаимопонимание.
Являлась заведующей кафедры народно-сценического и бытового танца. Кроме Московской академии хореографии преподавал в Японии, Германии, Монголии, Корее, Китае.
Внесла вклад в становление педагогов характерного танца МГАХ, таких как Михаил Минеев, Светлана Иванова, Татьяна Петрова, обучала балету Ларису Павловну Семисюк, которая стала преподавателем классического танца в Николаевском колледже культуры и искусств и в Николаевском филиале Киевского национального университета культуры и искусств.
Брат — Георгий Фарманянц, советский артист и балетмейстер. Евгения Фарманянц была занята в балетной сфере свыше 80 лет.
Похоронена на Донском кладбище.

## Репертуар
Исполняла партию Лизы в «Тщетной предосторожности», Огненной ведьмы в «Шурале», Коломблины в «Медном всаднике», сарацинский танец в «Раймонде». Танцевала в оперных постановках.

## Награды и звания
- Орден Почёта (24 ноября 2010) — за заслуги в развитии отечественной культуры и искусства, многолетнюю плодотворную деятельность[9][10].
- Орден Трудового Красного Знамени (1974).
- Орден «Знак Почёта» (27 мая 1951 года) — за выдающиеся заслуги в развитии советского музыкально-театрального искусства и в связи с 175-летием со дня основания Государственного ордена Ленина Академического Большого театра СССР[11]
- Заслуженный артист РСФСР (1968).
- Заслуженный деятель искусств Российской Федерации (2 февраля 2004 года) — за заслуги в области искусства[12].
- Почётная грамота Президиума Верховного Совета РСФСР (25 мая 1976 года) — за многолетнюю плодотворную работу в области советского искусства и в связи с 200-летием Государственного академического Большого театра СССР[13].